# Rubus sachalinensis
Rubus sachalinensis — вид квіткових рослин із родини трояндових (Rosaceae). За деякими даними вважається належним до Rubus idaeus.

## Біоморфологічна характеристика

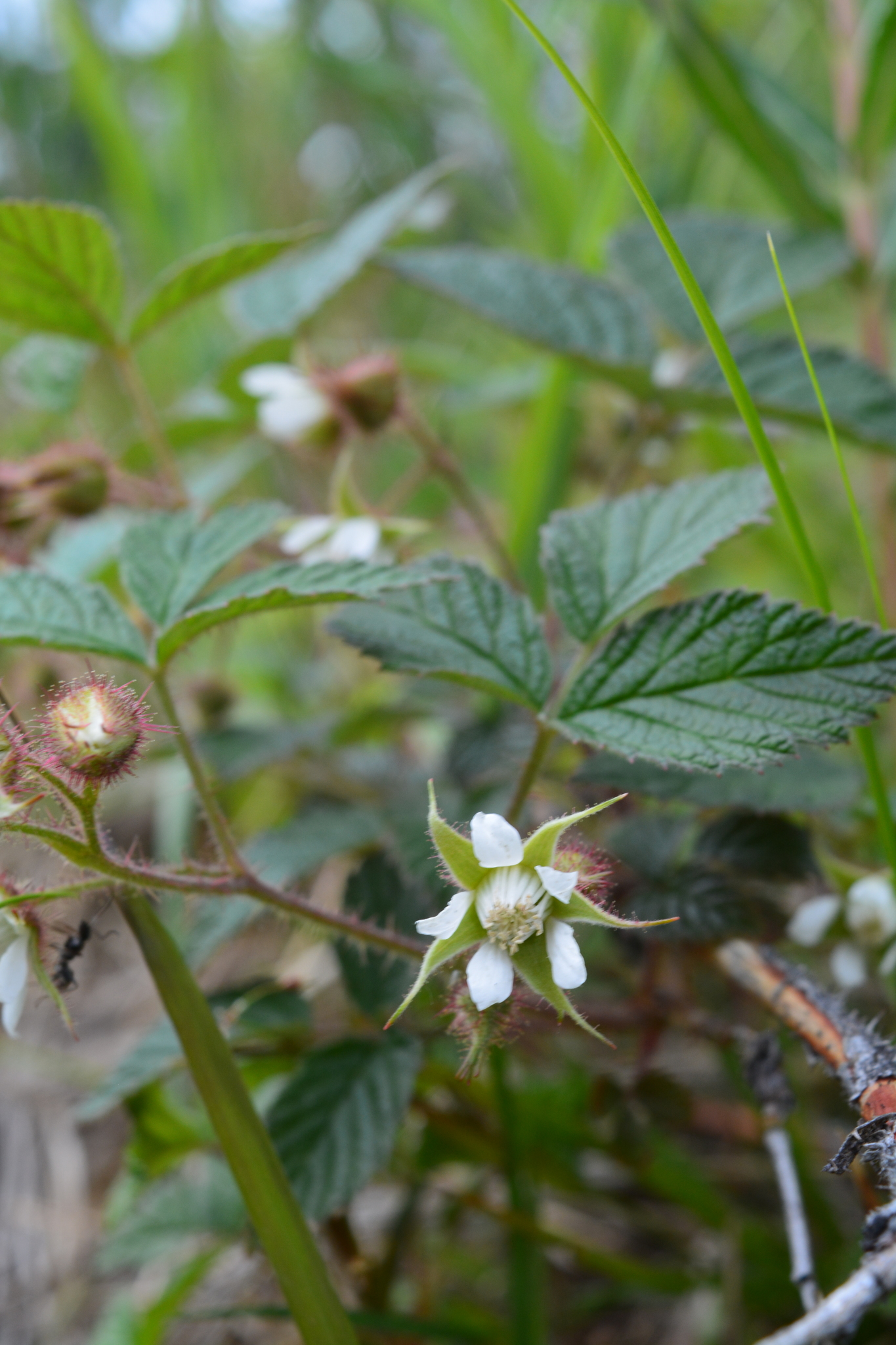
квітка

Це кущ 60–200 см заввишки. Гілки пурпурувато-коричневі. Гілочки коричнюваті або коричневі, в молодому віці м'яко волохаті, стають ± голими зі щільними жовтими, коричнюватими або пурпурувато-червоними прямими колючками і стебловими залозками. Листки непарноперисті, зазвичай 3(5)-листочкові; пластинки яйцеподібні, яйцювато-ланцетні або вузько-зворотно-яйцеподібні, 3–7 × 1.5–4(5) см, низ густо-сіро волохатий, верх голий або злегка волохатий, основа округла, іноді мілко-серцеподібна, край нерівномірно дрібно зубчастий. Суцвіття кінцеві та пазушні, щиткоподібні, 5–9-квіткові, рідше квітки поодинокі в пазухах листків. Квітки ≈ 1 см у діаметрі. Чашолистки трикутно-ланцетні, 7–10 × 2.5–5 мм. Пелюстки білі, язичкові або лопатоподібні, коротші за чашолистки, основа кігтоподібні. Тичинки численні, трохи коротші за пелюстки або майже такі ж. Сукупний плід червоний, яйцювато-кулястий, ≈ 1 см у діаметрі, пухнастий. Період цвітіння: червень і липень; період плодоношення: серпень і вересень.

## Ареал
Зростає у східній і центральній Азії — Китай (Ганьсу, Хебей, Хейлунцзян, Цзілінь, Внутрішня Монголія, Цинхай, Сіньцзян), Японія, Монголія, Казахстан.
Населяє ліси, узлісся, хащі, луки, яри, долини, ущелини скель, схили; на висотах 400–3100 метрів